# Pavlice (Slowakei)
Pavlice (bis 1948 slowakisch „Páldy“; deutsch Pald, ungarisch Páld) ist eine Gemeinde im Westen der Slowakei mit 535 Einwohnern (Stand 31. Dezember 2024). Sie gehört zum Okres Trnava, einem Teil des Trnavský kraj.

## Geographie
Die Gemeinde befindet sich am Ostrand des Hügelland Trnavská pahorkatina, einem Teil des slowakischen Donautieflands am Flüsschen Gidra. Das Gemeindegebiet ist flach, entwaldet und von fruchtbaren Schwarzböden bedeckt. Das Ortszentrum liegt auf einer Höhe von 127 m n.m. und ist 19 Kilometer von Trnava entfernt.
Nachbargemeinden sind Voderady im Norden, Majcichov im Nordosten, Abrahám im Osten, Pusté Úľany im Süden, Veľký Grob im Westen.

## Geschichte
Pavlice wurde zum ersten Mal 1266 als terra Pauli schriftlich erwähnt. Im Mittelalter gehörte die Ortschaft, ebenso wie umliegende Güter, zu den Tyrnauer Klarissen, ansonsten wechselte der Ort relativ oft Gutsbesitzer. 1828 zählte man 60 Häuser und 433 Einwohner, die vorwiegend von der Landwirtschaft lebten.
Bis 1918 gehörte der im Komitat Pressburg liegende Ort zum Königreich Ungarn und kam danach zur Tschechoslowakei beziehungsweise heute Slowakei.
Von 1974 bis 1990 war Pavlice Teil von Voderady.

## Bevölkerung
| Jahr                | 1994 | 2004    | 2014     | 2024    |
| ------------------- | ---- | ------- | -------- | ------- |
| Anzahl der Personen | 510  | 484     | 533      | 535     |
| Unterschied         |      | −5,09 % | +10,12 % | +0,37 % |

| Jahr                | 2023 | 2024    |
| ------------------- | ---- | ------- |
| Anzahl der Personen | 532  | 535     |
| Unterschied         |      | +0,56 % |

Nach der Volkszählung 2011 wohnten in Pavlice 519 Einwohner, davon 503 Slowaken, jeweils zwei Magyaren, Tschechen und Ukrainer sowie ein Russine. Neun Einwohner machten diesbezüglich keine Angabe. 468 Einwohner bekannten sich zur römisch-katholischen Kirche, drei Einwohner zur griechisch-katholischen Kirche, zwei Einwohner zur evangelischen Kirche A. B. und ein Einwohner zur orthodoxen Kirche; ein Einwohner bekannte sich zu einer anderen Konfession. 19 Einwohner waren konfessionslos und bei 25 Einwohnern wurde die Konfession nicht ermittelt.

## Bauwerke
- römisch-katholische Nikolauskirche aus dem Jahr 1643